# Castra Albana
(Cognomina della Legio II Parthica concessile dall'imperatore Eliogabalo dopo la battaglia di Antiochia (218).)
I Castra Albana erano un accampamento fortificato stabile della Legio II Parthica in Italia fondato dall'imperatore Settimio Severo (193-211) nel sito dell'attuale centro di Albano Laziale. Attualmente, le rovine delle strutture interne ai castra, delle terme di Caracalla e dell'anfiteatro romano di Albano Laziale rappresentano una delle maggiori concentrazioni urbane di resti archeologici di età romana nel Lazio fuori da Roma.

## Storia

### Dall'età repubblicana a Domiziano
I castra della Legio II Parthica furono denominati "Albana" nel rispetto della toponomastica dell'intero quadrante occidentale dei Colli Albani, che faceva riferimento per un motivo o per l'altro alla mitica capitale della Lega Latina Alba Longa, fondata dal figlio di Enea, Ascanio, trent'anni dopo la fondazione di Lavinium, "vicino ad una montagna e ad un lago, occupando lo spazio tra i due": l'ubicazione oggi più comune per l'antica città "madre di Roma" è sul lato meridionale del lago Albano, tra il Colle dei Cappuccini in comune di Albano Laziale ed il convento di Santa Maria ad Nives di Palazzolo in comune di Rocca di Papa.
Toponimi afferenti al nome della distrutta capitale latina erano Lacus Albanus (oggi lago Albano), Mons Albanus (oggi Monte Cavo), aqua Albana (forse un acquedotto che correva sul lato meridionale del lago omonimo) ed il rivus Albanus (probabilmente l'odierna marana delle Pietrare presso Marino): "Albani Longani Bovillenses" si definivano gli abitanti di Bovillae, municipium posto sulla via Appia Antica presso l'attuale frazione marinese di Frattocchie, e l'aggettivo Albanus era spesso usato poeticamente come sinonimo di Romanus.
Non a caso dunque la stessa legio II Parthica venne soprannominata "legio Albana", ed i legionari "Albani", sebbene l'unità non abbia soggiornato stabilmente solo presso i Castra Albana, ma abbia avuto anche altri accampamenti in Mesopotamia.
In età repubblicana l'area dei castra risulta essere stata occupata solo da alcune murature rinvenute in diversi punti del centro di Albano Laziale, e rase al suolo in età severiana durante la costruzione dell'accampamento. In prossimità dello stesso si trovavano comunque diverse ville suburbane del patriziato romano: fra esse, le ville di Publio Clodio Pulcro (identificata presso la località Ercolano in comune di Castel Gandolfo), e di Gneo Pompeo Magno (identificata, a torto od a ragione, con una villa sita nel parco pubblico di villa Doria), una villa anonima rinvenuta presso la stazione ferroviaria di Albano Laziale.
La grande abbondanza di ville e fondi rustici nel territorio albano era dovuta alla facilità di comunicazione diretta con Roma attraverso la via Appia Antica, voluta nel 312 a.C. dal censore Appio Claudio Cieco come collegamento diretto tra l'Urbe e Capua, porta della Campania: in seguito la strada, pavimentata in "saxum quadratum" fino a Bovillae nel 293 a.C., fu prolungata fino a Benevento e poi fino a Brindisi, porta della Grecia.
L'erudito settecentesco Giovanni Antonio Ricci, autore delle "Memorie storiche dell'antichissima città di Alba Longa e dell'Albano moderno" (1787), ipotizzò l'esistenza di una cosiddetta "Alba Media", ovvero un municipium che avrebbe occupato il sito dell'attuale centro di Albano: tuttavia formulò questa ipotesi confondendo spesso i documenti riguardanti altre località omonime, come Alba Pompeia (l'attuale Alba) ed Alba Fucens. Il Ricci fu ampiamente confutato nei secoli successivi, ed oggi è appurato che fino all'età domizianea il tratto della via Appia incluso tra Bovillae ed Aricia (le attuali Frattocchie, in comune di Marino, ed Ariccia) era assolutamente sgombro di edifici: lo dimostra Publio Cornelio Tacito in un passo delle "Historiae" (IV 2) riguardante l'anno dei quattro imperatori (69) e l'ultima fase della guerra civile tra Vitellio e Tito Flavio Vespasiano, quando afferma che l'esercito di Vitellio si accampò in parte a Bovillae ed in parte ad Aricia, il che vuol dire che non c'era nulla in mezzo ai due centri abitati, peraltro già abbastanza decaduti.
Tito Flavio Domiziano, figlio secondogenito di Vespasiano, diventò imperatore nell'81, e si dedicò immediatamente al suo ambizioso progetto: realizzare un'imponente villa imperiale sui Colli Albani, in sostituzione di una villa già utilizzata periodicamente da diversi imperatori (a partire da Tiberio), probabilmente identificabile con la stessa villa attribuita a Gneo Pompeo Magno e sita nell'attuale parco pubblico di villa Doria, ormai entrata a far parte del patrimonio imperiale. Sorse così la villa di Domiziano a Castel Gandolfo: se il palazzo vero e proprio sorgeva all'interno dell'attuale villa Barberini presso Castel Gandolfo, nella zona extra-territoriale della Villa Pontificia di Castel Gandolfo, la tenuta includeva una serie di ville, già di proprietà imperiale per diversi motivi, e si estendeva nel territorio di cinque comuni (Albano Laziale, Ariccia, Castel Gandolfo, Marino e Rocca di Papa) su una superficie di 13 o 14 chilometri quadrati attorno al lago Albano e, ma non è chiaro, forse anche al lago di Nemi. La villa fu utilizzata frequentemente da Domiziano, ma in seguito decadde, anche a causa della costruzione della più famosa villa Adriana a Tivoli voluta da Publio Elio Traiano Adriano (117-136): lo stesso imperatore mise in atto anche un programma di vendita del patrimonio imperiale in eccesso mettendo in vendita alcune delle ville poste nel perimetro dell'"Albanum Caesarum".

### Da Settimio Severo ad Eliogabalo

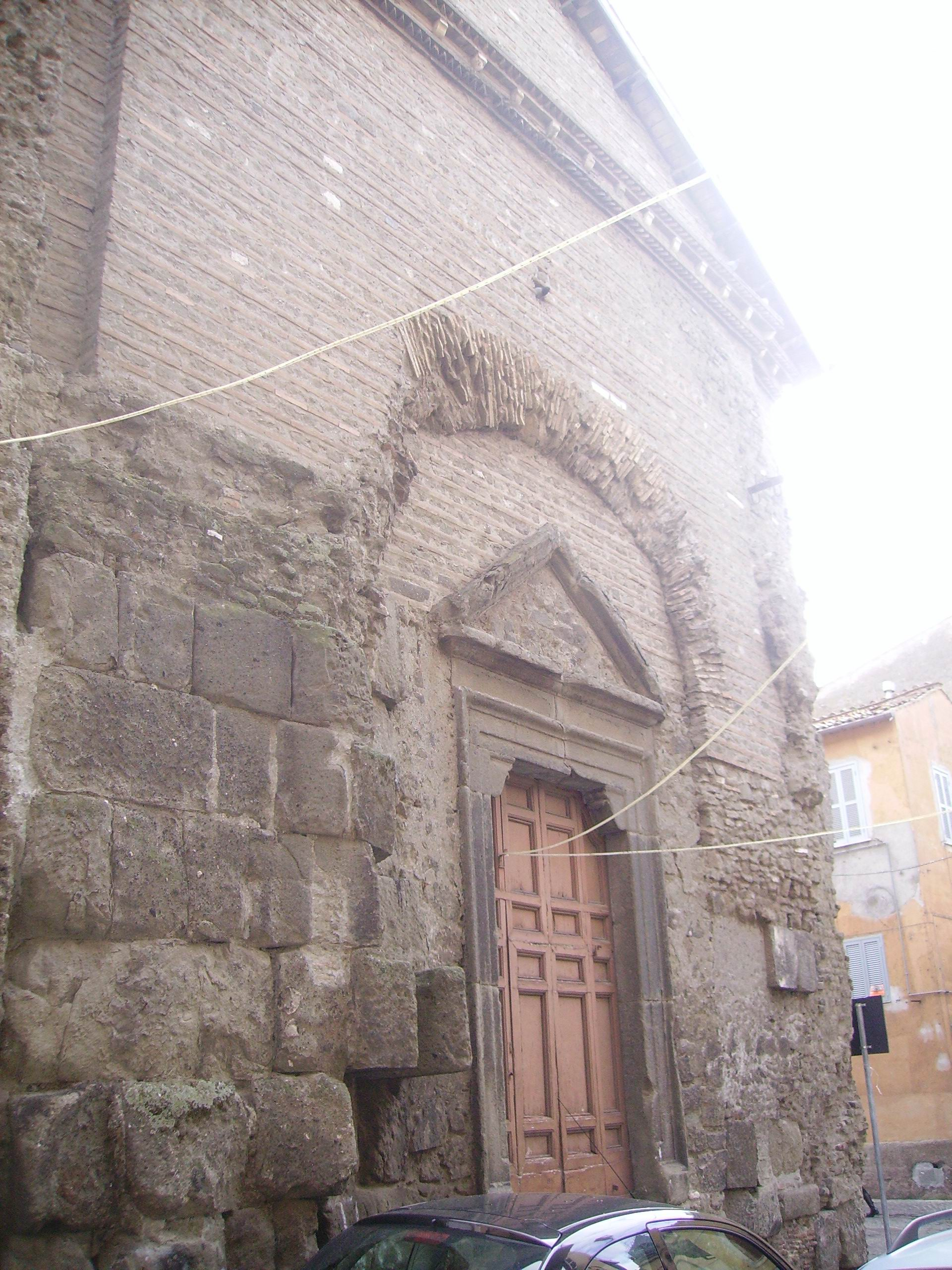
La porta della chiesa di San Pietro nel quartiere di Cellomaio al centro di Albano Laziale: la chiesa è ricavata in un'aula delle terme di Caracalla.

La villa di Domiziano a Castel Gandolfo era probabilmente presidiata, nei periodi in cui vi risiedeva l'imperatore, da un distaccamento della guardia pretoriana, anche se di questa permanenza non restano né documenti né resti archeologici o epigrafici: l'archeologo Giuseppe Lugli ha del resto confutato ogni datazione posteriore delle strutture dei castra attualmente visibili nel centro storico di Albano. Infatti se il summenzionato Giovanni Antonio Ricci aveva datato l'accampamento addirittura alla seconda guerra punica (219 a.C.-202 a.C.), il padre gesuita Giuseppe Rocco Volpi aveva pensato risalisse ad Augusto, ed il Tocco nientemeno lo aveva interpretato come l'acropoli di Alba Longa.
La datazione ad oggi considerata corretta per i castra è quella che li fa risalire a Settimio Severo (193-211), che non appena divenuto imperatore dopo un secondo "anno dei quattro imperatori" ed una violenta guerra civile, pensò bene di sciogliere temporaneamente la guardia pretoriana e di chiamare vicino a Roma per la sua sicurezza personale e politica la Legio II Parthica, legione romana creata nel 197 per la (vittoriosa) campagna contro i Parti, terminata nel 198 con il saccheggio della capitale partica Ctesifonte, nell'attuale Iraq.
Il sito scelto per la fondazione dei castra, se apparentemente può sembrare inopportuno per la forte pendenza del terreno, in realtà è in buona posizione panoramica, idoneo per un punto di osservazione sull'Agro Romano come doveva essere l'accampamento.
Un'interessante memoria storica riguardante i castra risale al principato di Caracalla (211-217), il quale salì al potere dopo aver assassinato il fratello co-imperatore Geta: questo fratricidio indignò la legione partica, che sostenne di aver giurato fedeltà ad entrambi i figli di Settimio Severo e si rifiutò di accogliere come imperatore solo Caracalla. Questi si recò personalmente presso i Castra Albana e dopo un lungo parlamentare con i legionari li convinse a restargli fedeli, non senza promettere un aumento di stipendio del cinquanta per cento e beneficare l'accampamento albano facendo erigere le imponenti terme di Caracalla.
Altre citazioni della legione nella storiografia antica si hanno nel III secolo sotto i regni di Macrino (217-218), Eliogabalo (218-222), Alessandro Severo (222-235), Massimino Trace (235-238), Filippo l'Arabo (244-249). Alla metà di questo secolo è databile la costruzione dell'anfiteatro romano di Albano Laziale, costruzione che chiude il periodo di massimo splendore della Legio II Parthica.

### La decadenza dei "castra" fino a Costantino
La Legio II Parthica viene citata per l'ultima volta all'inizio del V secolo presso l'accampamento di Cepha, oggi Hasankeyf, in Turchia: poi scompare dalla storia. Già dall'inizio del IV secolo comunque la legione aveva abbandonato i Castra Albana, per stanziarsi nella strategica città di Bezabde, oggi Cizre, sul fiume Tigri, confine orientale sempre più traballante dell'Impero romano.
Nel Liber Pontificalis si afferma che l'imperatore Costantino I (306-337) avrebbe fondato la basilica cattedrale di San Giovanni Battista ad Albano Laziale sotto il pontificato di papa Silvestro I (314-335), dotando la cattedrale di arredi e di ingenti proprietà sui Colli Albani, tra cui anche le "sceneca deserta vel domos civitatis", ovvero le caserme abbandonate dai legionari e le case lasciate dalle loro famiglie. Se ne deduce così che sui resti dei castra nacque l'attuale Albano Laziale, circostanza che viene emblematicamente spiegata analizzando il centro di Albano Laziale, sorto letteralmente sopra all'antico accampamento, i cui resti si trovano per lo più tra gli 0,50 ed i 2 metri dall'attuale piano di calpestìo.

## Descrizione

### Resti archeologici

#### La cerchia muraria

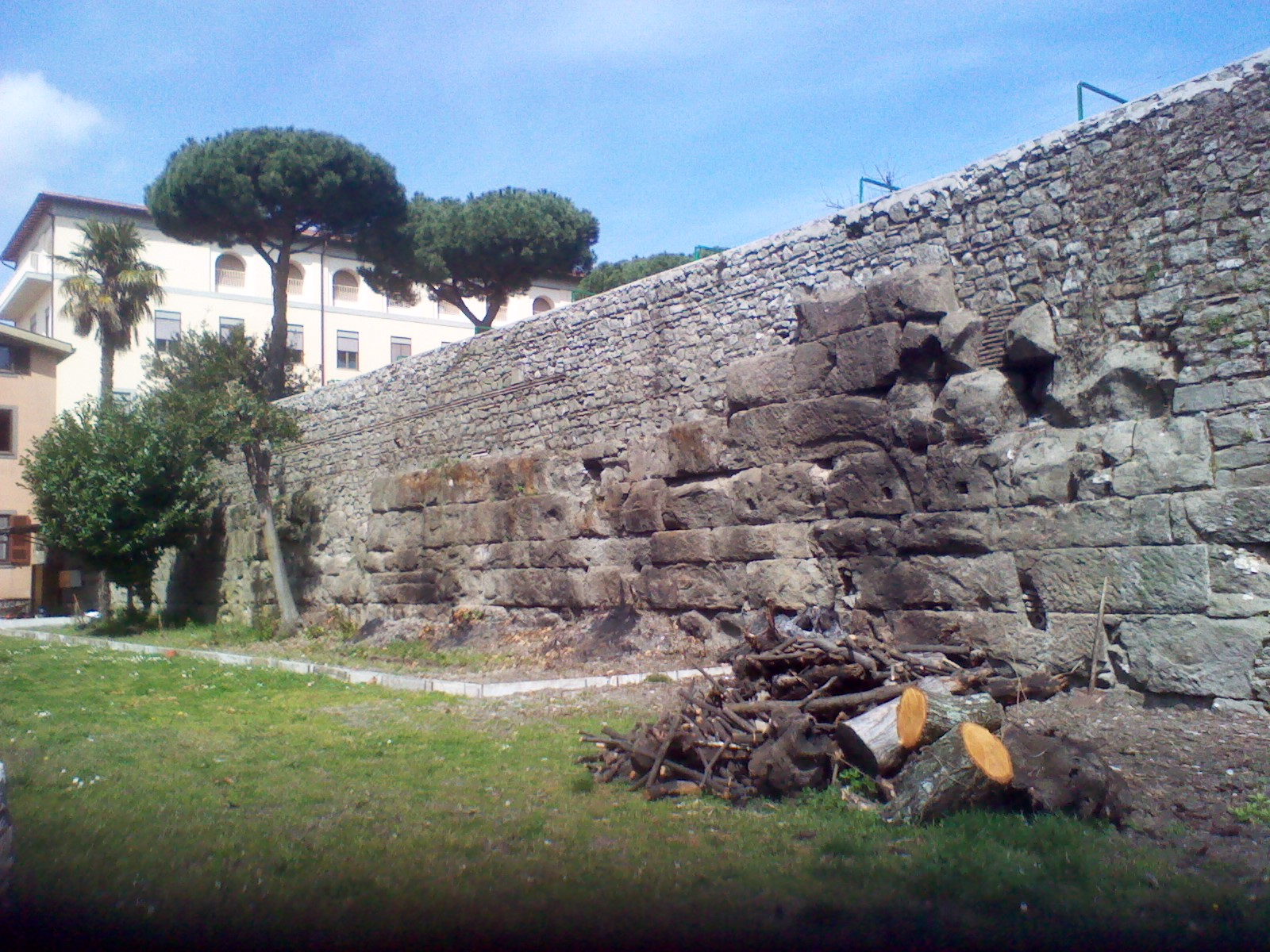
Lato nord-est: il tratto di mura inglobato nel confine tra il seminario vescovile ed il Preziosissimo Sangue. In questo tratto si doveva aprire la porta decumana.

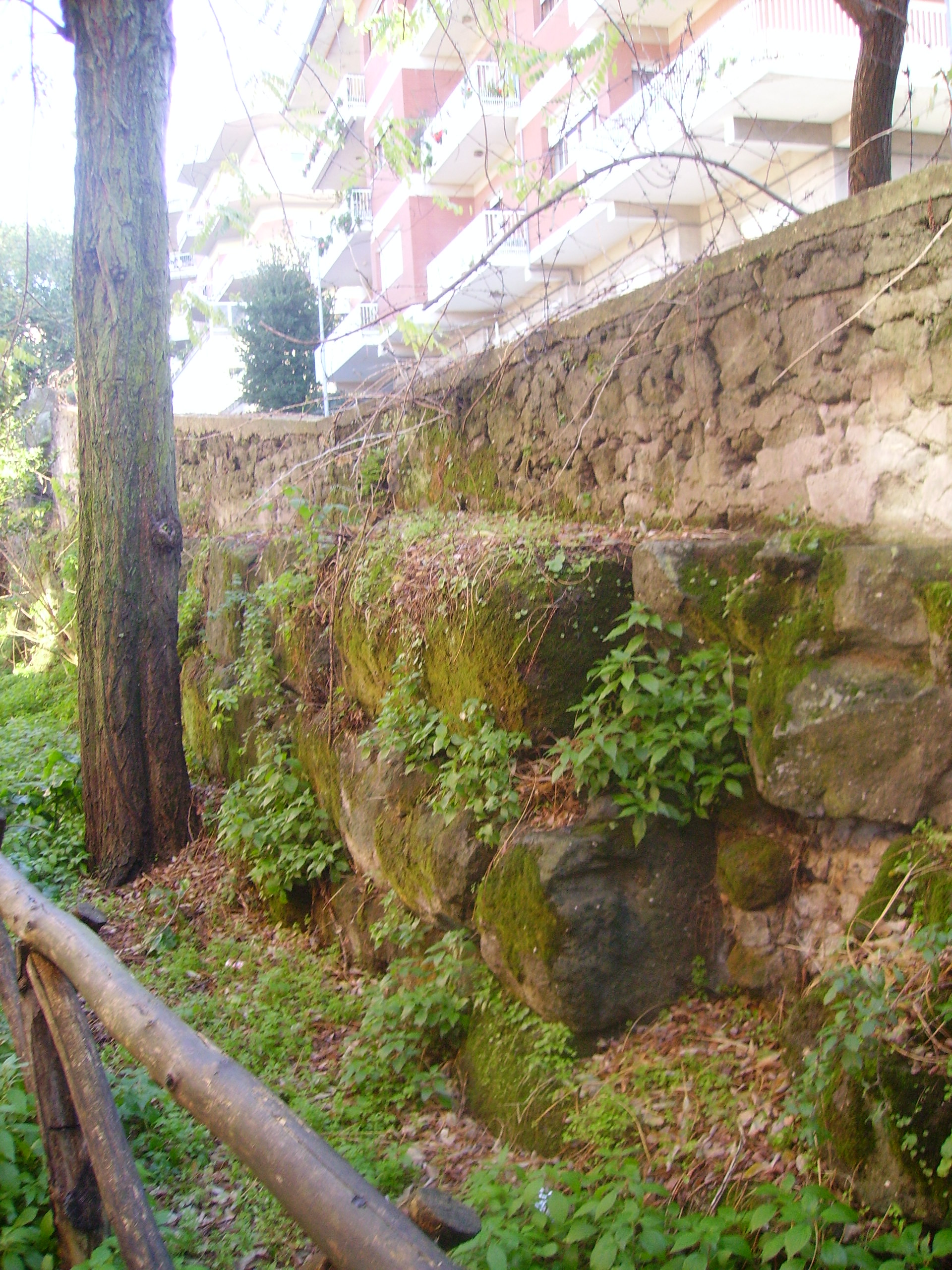
Lato sud-est: il tratto di mura inglobato nella recinzione moderna del liceo ginnasio statale Ugo Foscolo.

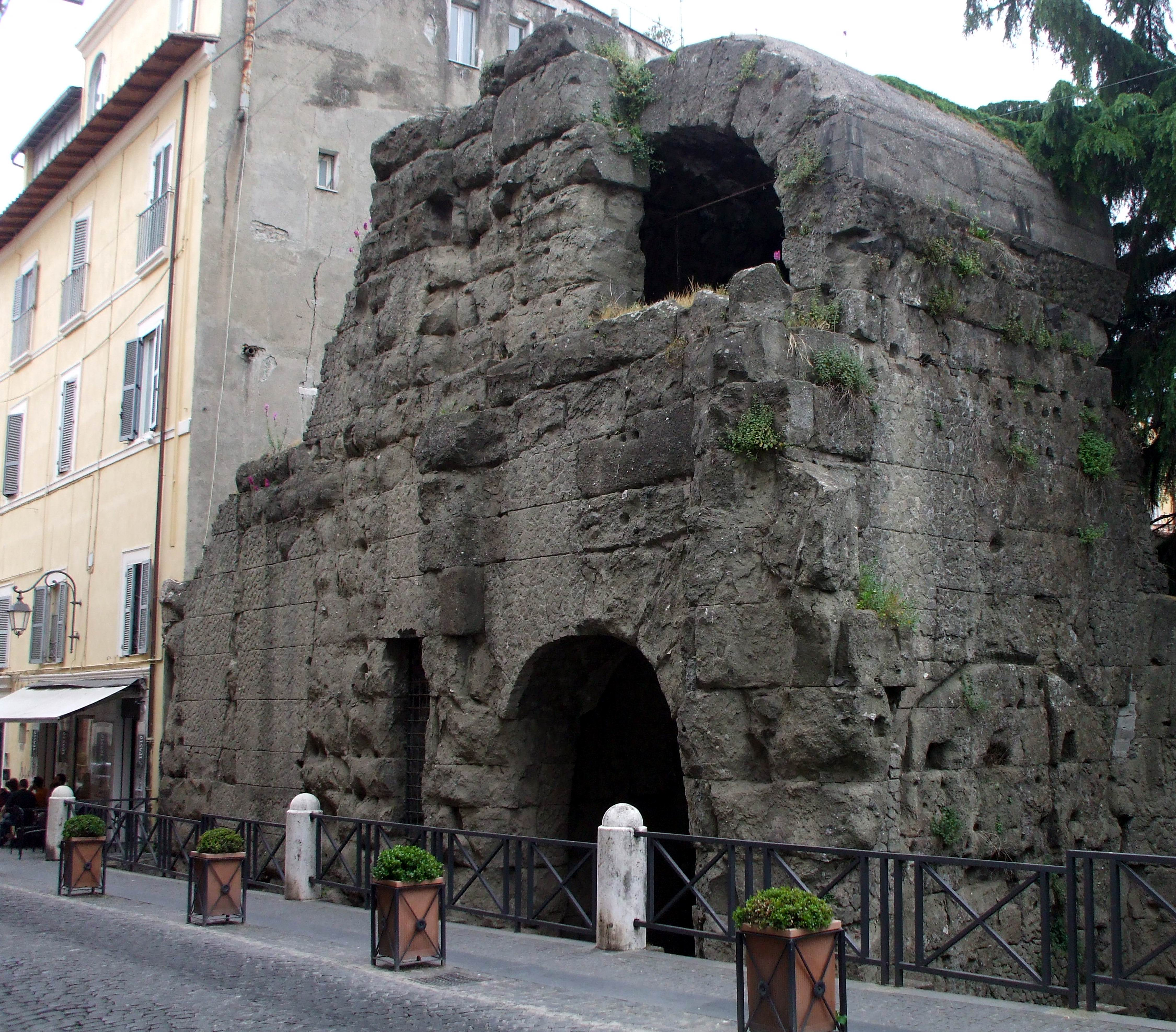
Porta Praetoria: lato sinistro.

Come tutti i castra romani, i Castra Albana seguono uno schema urbanistico rigoroso: si presentano come un grande rettangolo fortificato, dotato di quattro porte (praetoria, decumana, principalis sinixtra e principalis dextra), con gli angolo arrotondati e rinforzati da torrette circolari (caratteristica anomala, simile ai castra del Vallo di Adriano nel Regno Unito). La tecnica di costruzione è l'opus quadratum, in una delle sue più tarde comparse nell'Agro Romano (sarà sostituita dall'opus latericium). Il materiale da costruzione è il peperino, estratto in situ dal suolo vulcanico su cui sorgono i castra, con notevole risparmio di tempo e denaro: la costruzione fu resa difficile dall'infelice posizione dell'accampamento, posto su un declivio con pendenza all'11%, situazione che richiese alcune soluzioni tecniche come una diversa disposizione dei blocchi secondo la pendenza dei vari punti delle mura. Il perimetro della cerchia è di 1 334 metri: il lato nord-ovest misura 434 metri, mentre il parallelo lato sud-est misura 437 metri, ed i lati corti misurano 224 metri quello a nord-est e 239 quello a sud-ovest. L'area complessiva si aggira di conseguenza sui 95 000 metri quadrati.
Lato nord-est
All'inizio del lato nord-est della cerchia muraria si trova subito traccia di una probabile torretta circolare di rafforzamento, inglobata nell'edificio della Società del Sacro Cuore di Gesù presso la chiesa di San Paolo fino alla completa distruzione dello stesso in un bombardamento aereo anglo-americano durante la seconda guerra mondiale: oggi l'edificio ricostruito ospita il seminario vescovile ed un centro di formazione professionale. La stanza rotonda all'interno del convento, descritta prima della guerra, misurava 3,63 metri di diametro ed era coperta da una cupola bassa in opera a sacco di cattiva fattura, probabilmente un rifacimento moderno.
Andando oltre il muro romano è nel suo tratto meglio conservato per una cinquantina di metri, poiché funge da divisione tra le proprietà del seminario vescovile e dei Missionari del Preziosissimo Sangue che reggono la chiesa di San Paolo. Questo tratto fu costruito con la massima cura, poiché doveva fungere anche da muro di sostruzione del terrapieno esterno, alto fino a quattro metri: per questo è anche il più monumentale e robusto. Non rimane traccia della porta decumana che si doveva aprire circa alla metà di questo tratto, e che probabilmente aveva accesso attraverso una scala o un piano inclinato.
Oltrepassata via San Francesco d'Assisi, sulla quale fino alla seconda metà dell'Ottocento si apriva la medioevale porta dei Cappuccini, il muro prosegue lungo via Tacito, nella proprietà delle Figlie di Maria Immacolata: all'angolo della proprietà coincide l'angolo arrotondato del muro antico, ancora visibile, che non presenta segni della presenza di una torretta circolare, ma solo di una disposizione dei blocchi di peperino più accurata e più forte.
Lato sud-est
Questo è il lato meglio conservato, sul quale rimangono anche i resti di una torretta di guardia rettangolare e della porta principalis sinixtra, oltre al tratto più lungo di muro, conservato per ben 142 metri su via Castro Partico.
Ancora nella proprietà delle Figlie di Maria Immacolata, stavolta su via Castro Partico, ad una sessantina di metri dall'angolo arrotondato il muro ingloba una torretta di guardia rettangolare adibita attualmente ad uso colonico: il vano misura all'interno 5,90 metri per 3,85, lo spessore dei muri è di 0,90 metri (tranne quello esterno, spesso inspiegabilmente 0,59) e l'ingresso è rimasto lo stesso antico, verso l'interno dei castra, largo 1,78 metri. Oltre, il muro continua nella recinzione moderna del cortile del Liceo classico statale Ugo Foscolo, e circa duecento metri più a valle si trovano i resti della porta principalis sinixtra, l'unica delle due portae principales di cui ad oggi siano visibili resti.
La porta, considerata dall'archeologo Giuseppe Lugli uno degli avanzi più belli dei castra, consta di un unico fornice dove i conci si riuniscono ad incastro con i blocchi orizzontali del muro: è larga 3,85 metri e non si trovano tracce di torrette di guardia ai suoi lati. A valle della porta, situata accanto all'edificio del vecchio ospedale civico, attuale caserma dei vigili urbani, non è possibile riconoscere alcuna traccia del muro: non rimane traccia neppure dell'angolo arrotondato rinforzato con una torretta circolare che doveva essere situato all'imbocco dell'attuale via San Francesco d'Assisi.
Lato sud-ovest
Alcuni resti del muro in questo lato furono rinvenuti nel 1913 durante dei lavori nell'attuale piazza Giosuè Carducci, ed altri sono inglobati nelle fondazioni delle case moderne: gli avanzi più sostanziosi del lato sono tuttavia quelli della porta praetoria, proprio davanti a palazzo Savelli. Situata al centro del muro, la porta era inglobata in un edificio moderno fino a che il devastante bombardamento aereo anglo-americano del 1º febbraio 1944 non permise la "liberazione" del monumento romano: esso consta di tre fornici e due ambienti laterali, supposti come torrette di guardia. Il fornice centrale misura circa 3 metri per 5 ed è alto 14 metri, mentre i due fornici laterali misurano poco più di 1 metro per 5. I due ambienti laterali misurano 5,40 metri per 5 ciascuno.
Più oltre verso nord, il muro è visibile a tratti nei locali terreni con affaccio su via San Pancrazio: dalla stessa strada, parallela al "corso di sopra", si accede ai resti dell'unica torretta di guardia circolare ben conservata, situata 3,40 metri sotto l'attuale piano di calpestìo di via Alcide de Gasperi. In realtà l'edificio si presenta di problematica decifrazione: la volta dell'unica stanza è situata solo 1,60 metri sopra il piano dell'intervallum, ed anche ammettendo che esistesse un secondo piano per Giuseppe Lugli, la torre non avrebbe raggiunto un'altezza plausibile per essere una torre di guardia. La conclusione è pertanto che questa sia una costruzione speciale, simmetrica forse solo alla torre dell'angolo sud-est oggi perduta. Ad ogni modo il locale misura 1,20 metri di diametro e 2,10 di altezza, e lo spessore dei muri è di 0,90 metri.
Lato nord-ovest
La maggior parte del muro di questo lato dopo la summenzionata torretta circolare è interrata sotto alla case moderne: si può intuire il sito della porta principalis dextra, situato in un cortile interno su via don Giovanni Minzoni. Il muro poi procedeva a filo delle facciate delle case sul lato sinistro dell'attuale via san Gaspare del Bufalo, braccio di mezzo del "tridente di strade" seicentesco, ed arrivava nel sito dell'attuale piazza San Paolo, dove durante alcuni lavori idrici nel 1904 furono rinvenuti alcuni resti, disposti a strati orizzontali per vincere la fortissima pendenza del terreno. Quindi, il muro si ricollega con l'angolo descritto nel lato nord-est.

#### La rete stradale

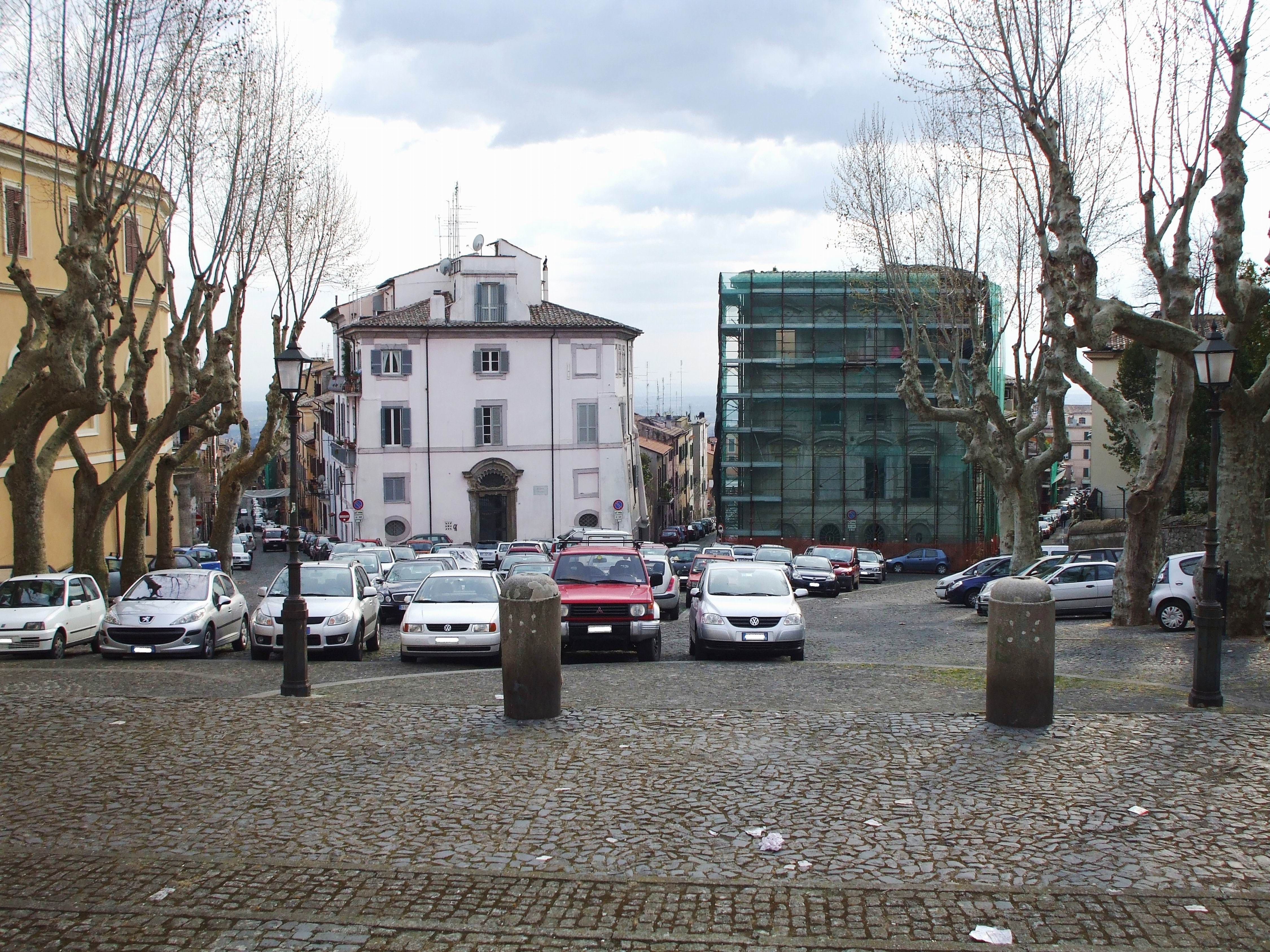
Il "tridente di strade" di Albano dalla sommità di piazza San Paolo: lungo la "via di mezzo", attuale via San Gaspare del Bufalo, correvano le mura dei castra e la circumductio.

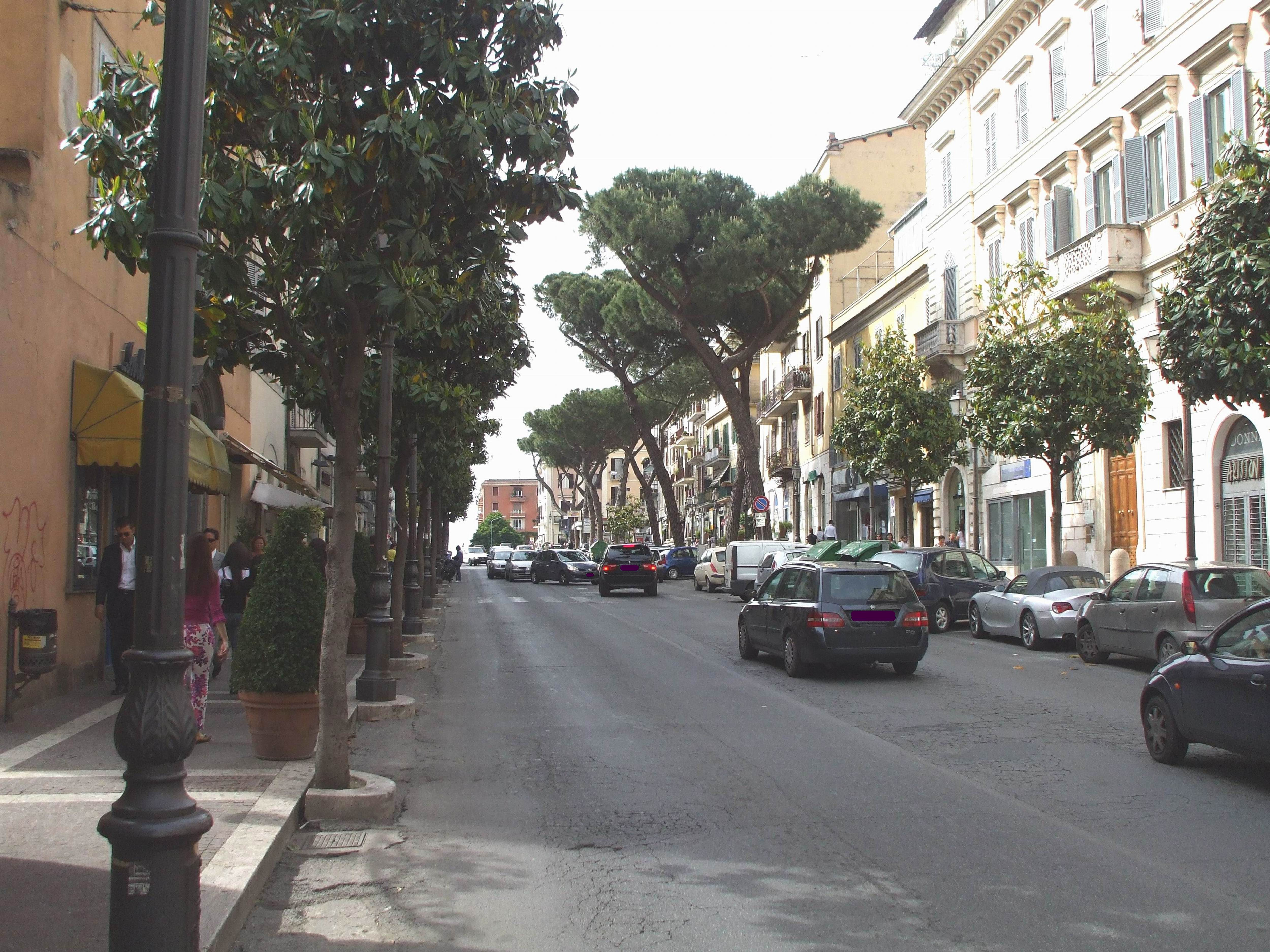
Corso Giacomo Matteotti, la via Appia Antica.

La viabilità dei castra romani era estremamente schematica e razionale, e prevedeva un sistema basato su due assi ortogonali e sulle loro strade parallele. Gli assi erano la via praetoria e la via principalis: la prima attraversava per tutta la lunghezza il castra congiungendo la porta praetoria alla porta decumana, passando anche per il praetorium, mentre la seconda lo attraversava per tutta la larghezza congiungendo le portae principales.
Ad Albano sono stati scavati tratti di entrambe queste strade: della via praetoria solo un breve tratto, presso la porta omonima in via Alcide De Gasperi, mentre della via principalis restano due tratti, uno prossimo alla porta principalis sinixtra, l'altro in via San Francesco d'Assisi, rinvenuto durante gli scavi archeologici del 1915-1916 a 1,10 metri sotto il piano di calpestìo attuale: è questo il tratto più importante, perché dotato tanto di crepidini laterali che di canaletti di scolo. Negli anni ottanta alcuni scavi eseguiti dal museo civico di Albano Laziale e dalla ditta Ramacci nel sito del demolito seminario in via Castro Pretorio hanno portato alla luce l'incrocio tra la via principalis ed una parallela della via praetoria: interessante il particolare che in età medioevale la strada era stata ostruita con alcuni pilastri in peperino, segno del restringimento dell'area abitata.
Oltre alle tre strade menzionate, è stato possibile individuare l'ubicazione solo di un'altra strada interna ai castra, la via quintana, che collegava le torri di guardia rettangolari: dato il sito di una di queste in via Castro Partico, i resti di una strada sono stati rinvenuti perpendicolarmente alla stessa in via San Francesco d'Assisi, poco più a monte del liceo ginnasio statale Ugo Foscolo.
Resti abbastanza abbondanti appartengono alla circumductio, la strada che girava attorno alle mura all'esterno, e all'intervallum, la strada che invece girava attorno alle mura all'interno.
Per quanto riguarda la circumductio, i tratti affiorati si trovano: lungo il lato nord-est sull'attuale via Tacito; lungo il lato sud-ovest presso la summenzionata torre di guardia rettangolare in via Castro Partico, presso la porta principalis sinixtra, a 18 metri dalla porta ed a 1,50 sotto al piano di calpestìo, e più a valle nel parcheggio pubblico a pagamento; lungo il lato sud-est in via San Pancrazio a 0.50 metri sottoterra; lungo il lato nord-ovest in piazza della Rotonda, in via San Gaspare del Bufalo ed in piazza San Paolo. Dell'intervallum restano un terrapieno sul lato nord-est, un buon tratto presso la porta praetoria e all'inizio di via Aurelio Saffi sul lato sud-est, poi alcuni tratti in piazza San Paolo sul lato nord-ovest.
All'esterno dei castra, sotto l'attuale corso Giacomo Matteotti, sono stati rinvenuti ampi tratti del basolato della via Appia Antica, ed alcuni tratti alla fine di viale Risorgimento ed in viale Europa.
Ignoto è in che modo venisse superato il dislivello (sei metri di differenza su una distanza di venti metri) tra la via Appia Antica e la porta praetoria: si suppone che esistesse una gradinata per i pedoni assieme ad una o due strade carrabili che dalla porta raggiungevano la regina viarum con una curva, come fa pensare un tratto di strada rinvenuto negli anni ottanta sotto palazzo Savelli, durante la realizzazione dei bagni pubblici, orientato in direzione nord-sud.

#### Gli edifici interni

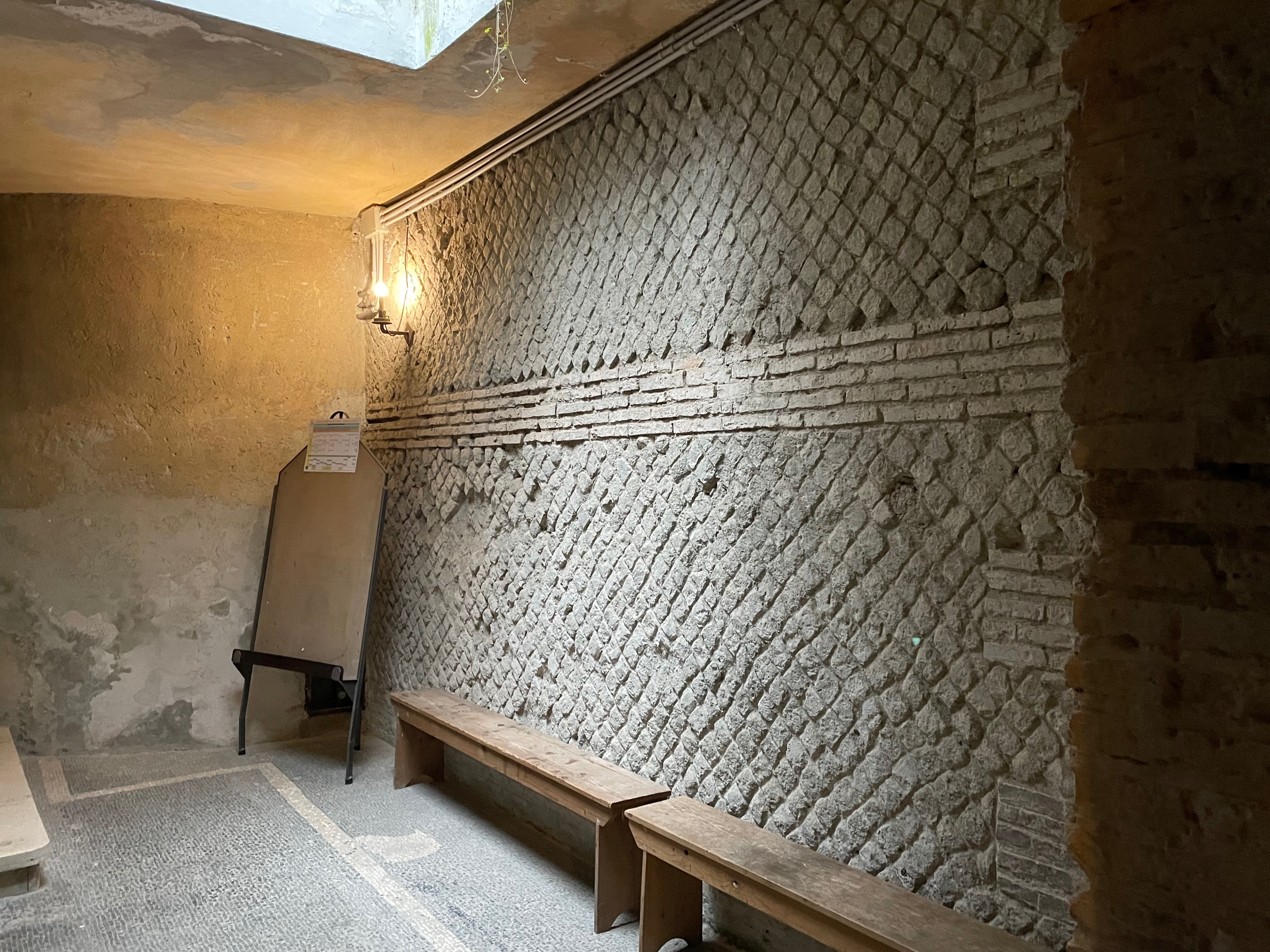
Murature romane nella sagrestia del santuario della Rotonda.

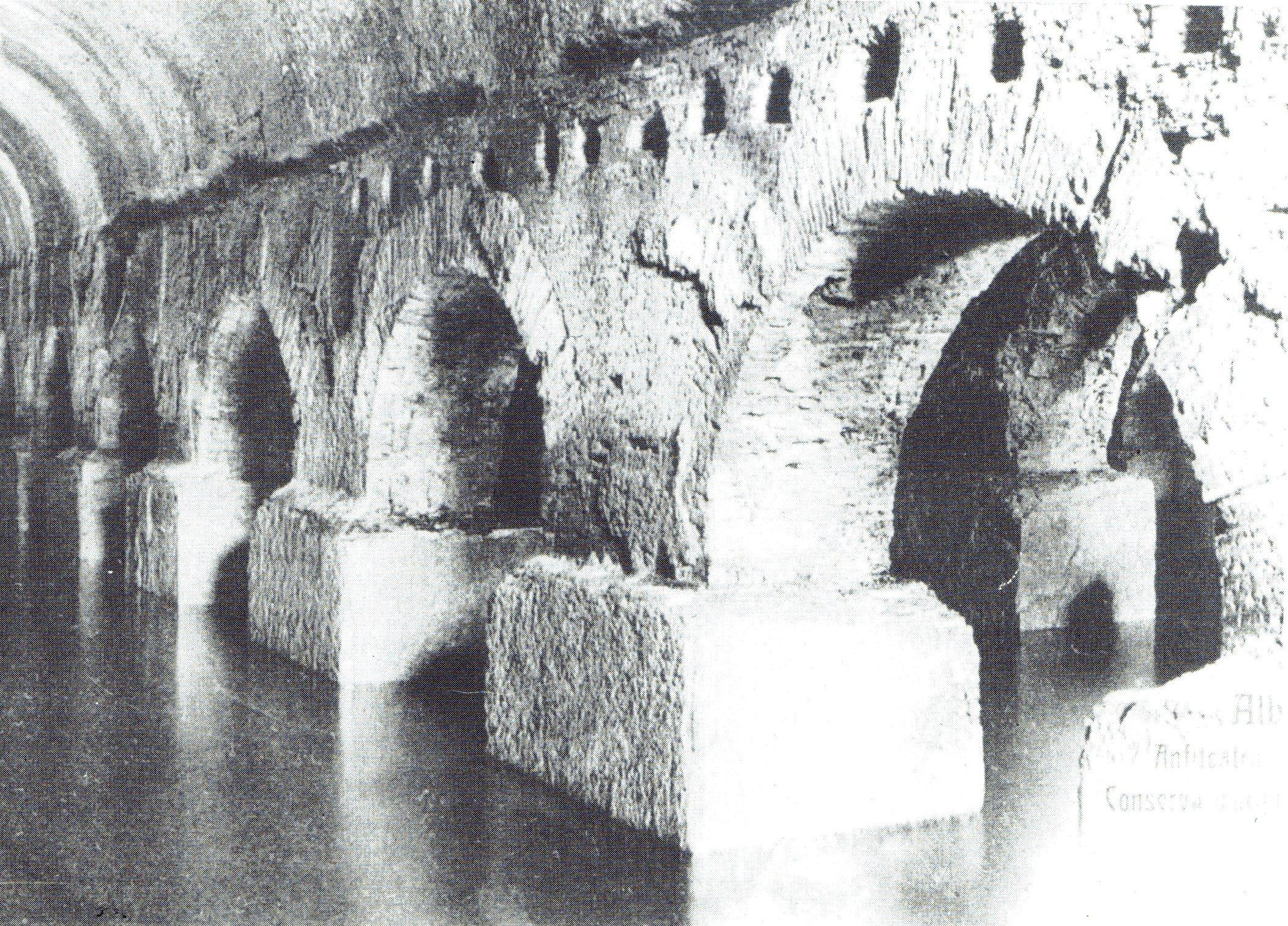
"I Cisternoni" in una cartolina fotografica postale precedente al loro abbandono nel 1912.

##### L'"edificio rotondo"
L'"edificio rotondo" oggi noto come santuario di Santa Maria della Rotonda è la struttura romana meglio conservata di Albano: l'interno, circolare, della circonferenza massima di 49,10 metri, imita in scala ridotta, il Pantheon di Roma. Tuttavia, l'edificio non venne edificato contemporaneamente ai castra, ma precedentemente, in età domizianea, probabilmente come ninfeo della villa di Domiziano a Castel Gandolfo. In seguito fu restaurato ed inglobato nel complesso severiano, ed adibito o ad uso termale, o a luogo di culto: la prima ipotesi sarebbe indotta dal pavimento a tessere musive bianche e nere con figure mitologiche, oggi collocato nel portico del santuario, la seconda da un'ara pagana di peperino e da alcune sepolture rinvenute durante gli scavi archeologici del 1935-1938. Dopo l'età severiana, la struttura fu usata come granaio o luogo di culto, prima della conversione ad uso cristiano databile all'VIII secolo circa.

##### Le "thermae parvae"
Alcuni avanzi individuati nel sottosuolo presso piazza della Rotonda e via don Giovanni Minzoni sono stati chiamati in alcune ricostruzioni dei castra "thermae parvae", "terme piccole", per distinguerle dalle "thermae magnae", le "terme grandi" ovvero le terme di Caracalla. Questi resti termali si hanno sotto alcune case in via don Giovanni Minzoni: si tratta di due corridoi alti circa due metri, e larghi 2.70 metri il primo e 3.29 il secondo, sui quali si aprono una serie di nicchie. La costruzione è stata completamente realizzata in opera reticolata in peperino durante l'età severiana, ed è una delle ultime costruzioni realizzate con questa tecnica nell'Agro Romano: probabilmente è un criptoportico termale, collegato ad altri locali ad uso termale siti in piazza della Rotonda, presso il moderno palazzo Vescovile.

##### Gli alloggiamenti dei soldati
Degli edifici interni ai castra non resta granché: alcuni terrazzamenti, probabilmente appartenenti ad alcune caserme o alloggiamenti dei soldati, sono state scoperte nell'area della retentura (la parte dei castra situata tra il praetorium e la porta decumana), all'interno delle proprietà del seminario vescovile e delle Figlie di Maria Immacolata in via San Francesco d'Assisi. Questi ultimi avanzi constano di cinque muri sostruttivi disposti su livelli, ed il secondo di essi conserva ancora tracce di una tramezzatura che originava stanze ampie circa 6 metri.
Durante gli scavi archeologici del 1915-1916 vennero alla luce lungo tutta via San Francesco d'Assisi dalla torretta rettangolare fino alla porta principalis sinixtra muri di stanze larghe 4.50 metri per 4.50, in varie tecniche costruttive, soprastanti a muri anteriori risalenti circa al I secolo a.C.
Altri resti indecifrabili di muri paralleli tra loro furono rinvenuti nel 1914 presso il lato nord-ovest, in piazza della Rotonda: dalla loro posizione non allineata con i castra e da un bollo di età adrianea si suppone che siano degli edifici anteriori ai castra rasi al suolo per costruire le mura e gli alloggiamenti. "Un complicato intrico di muri" è quanto si trova sotto piazza della Rotonda, dove nel 1915-1916 gli scavi misero in luce resti di stanze misti a blocchi di peperino caduti dalle vicine mura del lato nord-ovest. Altre stanze furono individuate in piazza San Paolo nello stesso periodo. In generale, gli alloggiamenti erano realizzati in opus latericium della fine del II secolo intercalata da blocchetti di peperino. Negli anni ottanta sono stati individuati nuovi resti di alloggiamenti, ed anche un edificio porticato, scavando il sito archeologico di via Castro Pretorio.

##### "I Cisternoni"
La cisterna più monumentale dei castra si trova sotto la proprietà del seminario vescovile, con accesso sia da piazza San Paolo che da via San Francesco d'Assisi: viene confidenzialmente chiamata dagli albanensi "i Cisternoni". I lati lunghi misurano 45,50 e 47,90 metri, mentre i lati corti sono di 29,62 e 31,90: la superficie è di 1 436,50 metri quadrati, con una capacità di 10 132 metri cubi d'acqua. La struttura, a cinque navate, è scavata il più possibile nel peperino, per una profondità tra i 3 ed i 4 metri: l'altezza oscilla intorno ai 6,50 metri. Da alcuni elementi ornamentali rinvenuti nel 1830 e nel 1884 si suppone che almeno il fronte della monumentale struttura fosse ornata. Fino agli anni venti si conosceva un solo cunicolo di alimentazione per la cisterna, situato nel lato nord-est: l'archeologo albanense Giuseppe Lugli, ne scoprì un secondo, più antico, sullo stesso lato, che serviva la cisterna attraverso un complesso sistema a caduta. L'acqua arrivava ai "Cisternoni" dalle sorgenti di Malafitto e Palazzolo, presso il lago Albano. La cisterna fu rimessa in uso nel 1884 dal Comune di Albano, ma per motivi di igiene ridotta ad uso di irrigamento nel 1912: attualmente l'interno è visitabile.

##### Altre cisterne, condutture d'acqua e fogne
Una particolare cisterna dalla forma allungata (lunghezza 30 metri circa, larghezza 4,16 metri) con volta a botte fu rinvenuta sotto via Aurelio Saffi: probabilmente è una parte di una cisterna più vasta, non ancora individuata. Della cisterna, resta ancora un buon tratto del cunicolo di alimentazione, orientato in direzione nord-est.
La rete fognaria dei castra doveva essere capillare, e scaricava secondo il pendio della collina verso la fogna principale che correva sotto l'intervallum in via Alcide De Gasperi: il primo tratto della fogna principale, larga 0,90 metri, fu rinvenuto nel 1915-1916 all'incrocio con via San Francesco d'Assisi.

##### Il "praetorium"
Non si conosce nulla del praetorium, l'edificio principale dei castra: è noto solo che, dovendo trovarsi all'incrocio tra la via praetoria e la via principalis, doveva trovarsi sotto un isolato di case all'inizio di via Aurelio Saffi.

#### L'anfiteatro romano

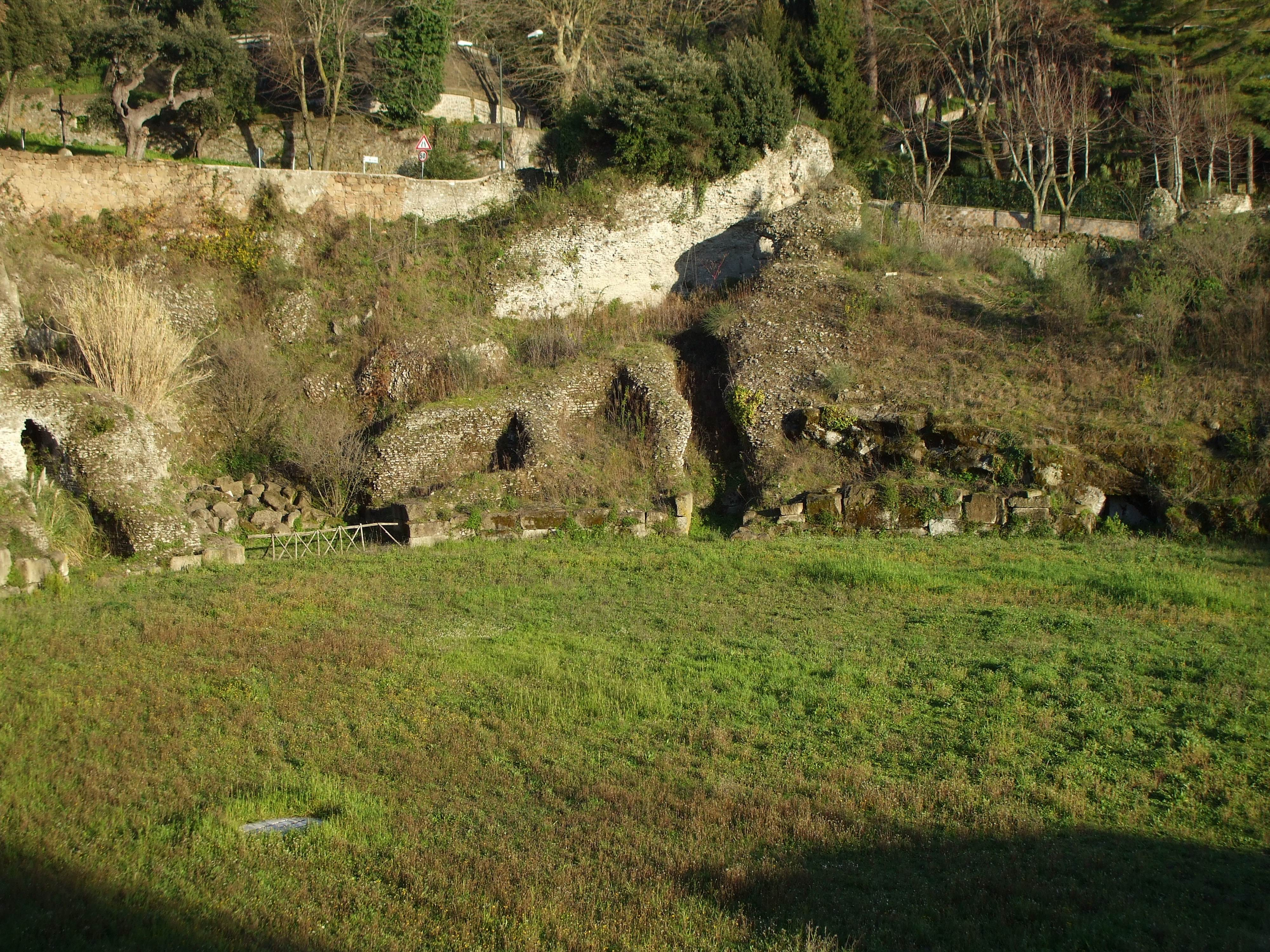
L'anfiteatro romano: arena e vomitorio orientale.

L'anfiteatro romano di Albano Laziale è uno dei monumenti più interessanti dei castra: per lungo tempo creduto parte della villa di Domiziano a Castel Gandolfo, fu l'archeologo Giuseppe Lugli a datarlo alla metà del III secolo, quindi in una fase successiva alla costruzione dei castra ed anche delle terme. L'impianto, della lunghezza massima di 113 metri, poteva ospitare 14 850 posti a sedere fino a raggiungere un totale di 16 000 persone. Attualmente è visibile tutto l'emisfero meridionale dell'anfiteatro, mentre la parte settentrionale è interrata dai muri di sostruzione di via San Francesco d'Assisi e di via dell'Anfiteatro Romano. Tra gli altri avanzi, in parte scavati nella roccia viva di peperino in parte costruiti in opus quadratum della stessa pietra, ci sono il pulvinar, ovvero il palco imperiale, i particolarissimi e "bizzarri" fornici sostruttivi, gli altrettanto particolari vomitoria, ovvero i corridoi d'accesso all'arena.
Attorno all'impianto, sono stati rinvenuti resti di una strada basolata che probabilmente si ricollegava da una parte alla via Appia Antica ricalcando l'attuale via dell'Anfiteatro Romano, dall'altra raggiungeva la villa di Domiziano a Castel Gandolfo ricalcando l'attuale "galleria di sopra": ulteriori scavi potrebbero chiarire se esisteva un collegamento anche con la porta decumana dei castra.

#### Le terme di Caracalla

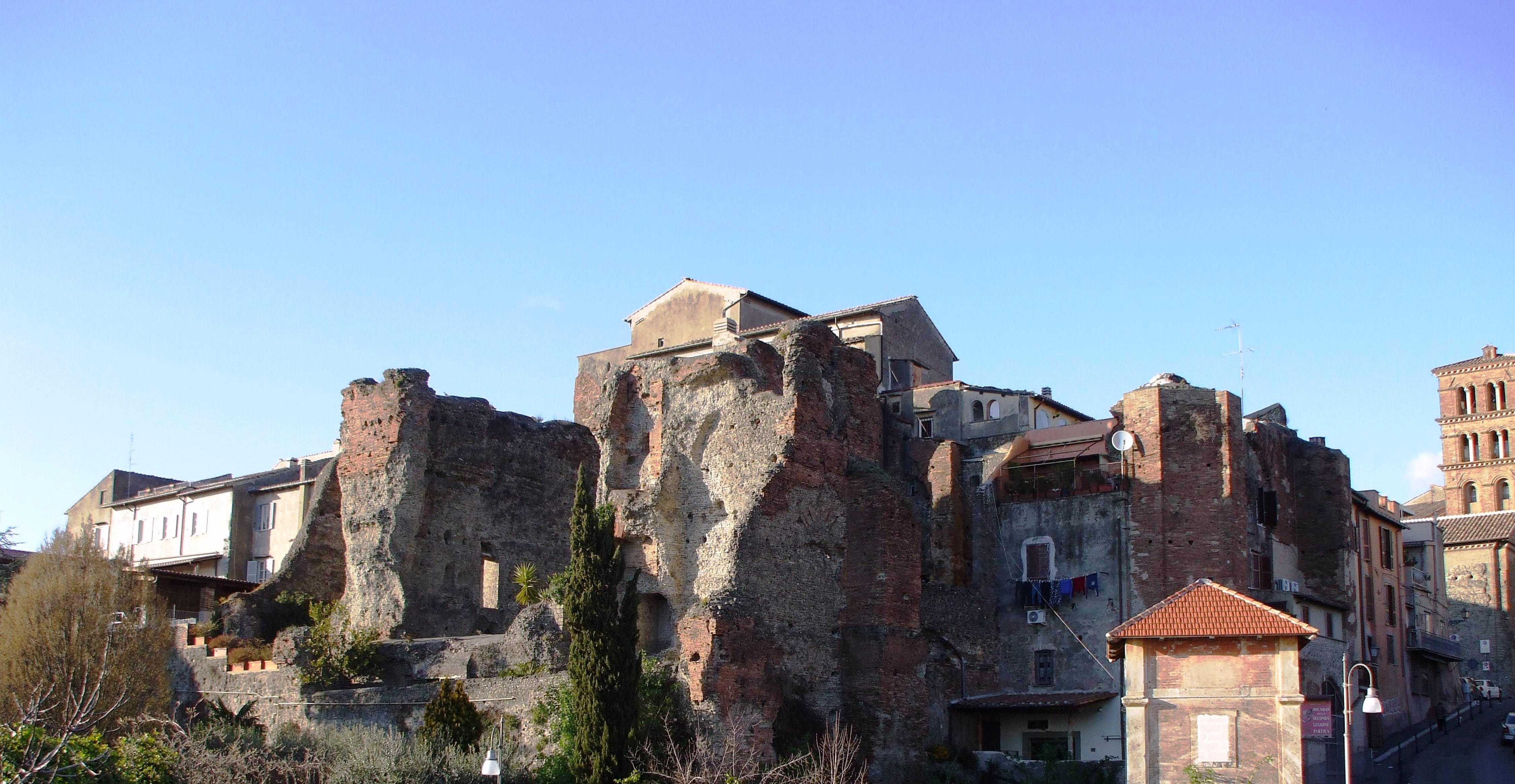
Veduta d'insieme delle terme di Caracalla.

Le terme di Caracalla o di Cellomaio sono ancora oggi una delle testimonianze più vistose dei castra nel loro periodo di massimo splendore: fondate dall'imperatore Caracalla ad uso della legione in età successiva alla costruzione dei castra ma anteriore alla costruzione dell'anfiteatro, oggi ospitano al loro interno un intero quartiere medioevale: il locale meglio conservato delle terme è l'aula rettangolare di 37 metri per 12 che ospita la chiesa di San Pietro.
Nel sottosuolo della sagrestia della chiesa e della vicina via Cellomaio si trova un pavimento a tessere musive bianche e nere: altri cospicui resti si trovano nel giardino delle Suore di Gesù e Maria, sotto al cui convento si trova probabilmente l'ipocausto di riscaldamento delle acque.
La struttura dell'edificio è costituita da un nucleo cementizio di scaglie di peperino, interrotto a tratti da laterizi, rivestito da mattoni.

#### Il sepolcreto della Selvotta
Nel 1962 sfondando un tramezzo in una cantina del rione Coste a Marino, presso la stazione ferroviaria, fu ritrovato un mitreo dipinto databile alla seconda metà del II secolo. Il mitreo di Marino è uno dei tre mitrei dipinti italiani, fra i migliori al mondo per qualità del disegno e per stato di conservazione: non pochi studiosi hanno messo in correlazione questo luogo di culto di una religione orientale, il mitraismo, con l'installazione presso la vicina Albano Laziale dei castra della Legio II Parthica, tanto più che non sono stati rinvenuti altri mitrei né nel territorio albanense né sui Colli Albani e che l'epoca di costruzione coinciderebbe con la fondazione dei Castra Albana.
I primi ritrovamenti presso la Selvotta, una località situata ai confini comunali tra Albano Laziale ed Ariccia, furono effettuati nel 1866 da un contadino, tale Lorenzo Fortunato, ed analizzati dal giovane archeologo russo Nicola Wendt. L'archeologo tedesco Wilhelm Henzen fu il primo ad ipotizzare che i frequenti riferimenti alla Legio II Parthica trovati nelle epigrafi rinvenute alla Selvotta dovessero ricollegarsi ad un sepolcreto della stessa legione, situato a poca distanza dai castra. Campagne di scavo e di ricognizione nella zona furono promosse alla fine dell'Ottocento dallo stesso Henzen, da Hermann Dessau, da Rodolfo Lanciani, e poi nel Novecento da Giuseppe Lugli nel 1908, nel 1910, nel 1913, nel 1945 e nel 1960-1962 e da Maria Marchetti Longhi nel 1916.
Negli anni sessanta si erano rinvenute così una cinquantina di tombe, di cui due terzi provviste di iscrizione sepolcrale: tutte presentavano la stessa tipologia di realizzazione, con le casse scavate nella roccia viva di peperino ed i coperchi realizzati in un blocco monolitico della stessa pietra, in genere a forma di tetto o di coperchio. Nella campagna di scavi del 1960-1962 si rinvennero due anomalie tra le sepolture: un cippo sepolcrale a colonna spezzata, caratteristico delle sepolture orientali, ed una tomba a cremazione, l'unica del sepolcreto. Assieme ai soldati, erano sepolti anche le loro mogli ed i loro figli: non c'era ordine nella disposizione delle tombe, anche se spesso sono riunite in gruppi. Dall'analisi delle epigrafi sepolcrali, si evince che la maggior parte dei soldati porta il praenomen Aurelius, sicché si deduce che furono arruolati nel periodo di massimo splendore della legione, tra Caracalla (211-217) ed Eliogabalo (218-222). Le donne, invece hanno nomi italici.

### Documentazione epigrafica

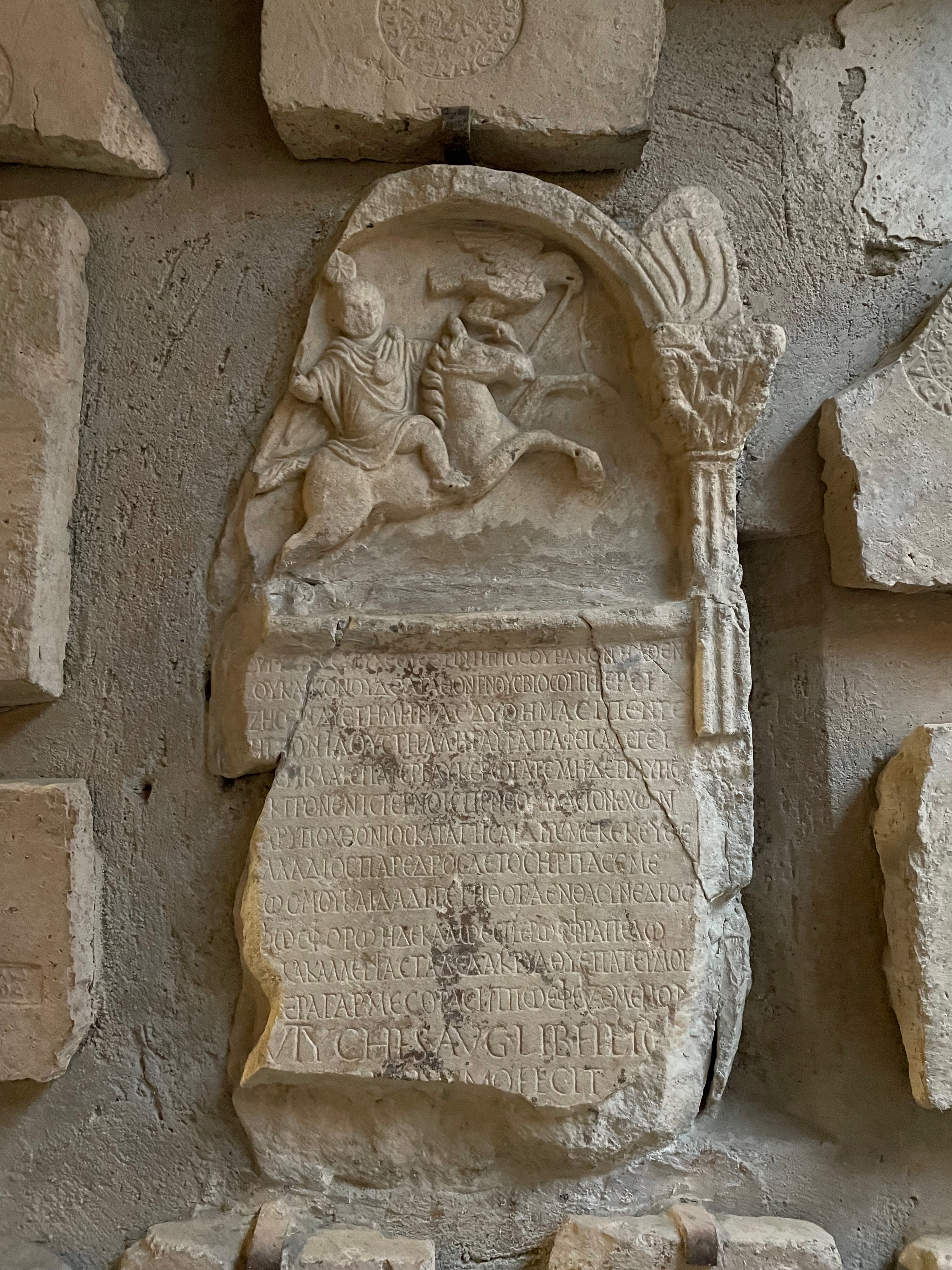
L'epigramma greco del bambino Eutyches.

Sono rari i testi epigrafici riguardanti la Legio II Parthica, ed una grande quantità di essi fu rinvenuta proprio presso il sepolcreto sito in località Selvotta: questa grande concentrazione di iscrizioni (CIL XIV, 3367, CIL XIV, 3368, CIL XIV, 3369, CIL XIV, 3370, CIL XIV, 3371, CIL XIV, 3372, CIL XIV, 3373, CIL XIV, 3374, CIL XIV, 3375, CIL XIV, 3376, CIL XIV, 3377, CIL XIV, 3400 e molte altre) ha permesso agli archeologi, primo fra tutti Wilhelm Henzen, di collocare senza esitazione i Castra Albana presso l'attuale Albano Laziale.
Tra le iscrizioni afferenti alla legione ed ai castra, la più notevole è quella del CIL XIV, 2255, mentre CIL XIV, 2257 è un augurio di "vittoria eterna" ad Eliogabalo, dove la legione viene chiamata "Antoniana" dal nome completo dell'imperatore regnante: lo stesso era avvenuto anche sotto il principato di Settimio Severo o di Alessandro Severo, quando la legione era chiamata "Severiana" (denominazione più ricorrente, in CIL XIV, 2274, CIL XIV, 2276, CIL XIV, 2285, CIL XIV, 2290, CIL XIV, 2291, CIL XIV, 2293, CIL XIV, 2294, CIL XIV, 2296) e sarebbe avvenuto sotto il principato di Filippo l'Arabo con la legione chiamata "Philippiana" (CIL XIV, 2258).
Se nella summenzionata iscrizione del CIL XIV, 2255 si parla di un tempio consacrato a Minerva, in ben due iscrizioni (CIL XIV, 2253 e CIL XIV, 2254) viene citato un sacello dedicato a Giove ed in una (CIL XIV, 2256) di un altare dedicato al Sole ed alla Luna. Gli ultimi ritrovamenti epigrafici riguardanti la legione partica ad Albano sono una serie di latercoli ("piccoli mattoni, piastre o tavolette di terracotta") che riportano alcuni nomi di legionari (CIL XIV, 2267, CIL XIV, 2268, CIL XIV, 2293): il più antico di questi reperti risale al 226, il più tardo venne riutilizzato nelle fondazioni della cattedrale di San Pancrazio in età costantiniana.
Esistono unicamente tre menzioni della Legio II Parthica in Italia ritrovate fuori dal territorio albanense: una (CIL XIV, 4090) presso il tempio di Diana Aricina sul lago di Nemi, nel vicino comune di Nemi, dove nel 1884 fu ritrovata una tegola dedicata dalla legione alla dea, finora unico esempio di tegola votiva di un corpo militare nel Lazio assieme ad un altro esemplare scoperto nel 1910 ad Ostia, e dedicato dalla VI coorte dei vigiles urbani; le altre due (CIL V, 865, CIL V, 866) presso Aquileia, nella Regio X Venetia et Histria. In Oriente, iscrizioni concernenti la legione si trovano in Mesopotamia (Iraq settentrionale) ed in Siria (Palestina).